# Im Ri-bin
Im Ri-bin (koreanisch 임리빈;* 6. Oktober 1968 in Pjöngjang) ist ein ehemaliger nordkoreanischer Eisschnellläufer.

## Werdegang
Im kam bei den Juniorenweltmeisterschaften 1983 in Sarajevo auf den siebten Platz und bei den Juniorenweltmeisterschaften 1985 in Røros auf den 11. Rang im Kleinen Vierkampf. Bei den Olympischen Winterspielen 1984 in Sarajevo belegte er den 35. Platz über 1000 m, den 31. Rang über 1500 m, den 29. Platz über 10000 m und den 23. Platz über 5000 m. Bei den Winter-Asienspielen 1986 in Sapporo gewann er die Silbermedaille über 5000 m und lief über 10000 m auf den siebten Platz. Zwei Jahre später kam er bei den Olympischen Winterspielen 1988 in Calgary auf den 35. Platz über 5000 m und auf den 17. Rang über 1500 m. In der Saison 1988/89 wurde er nordkoreanischer Meister über 1500 m sowie 5000 m und absolvierte in Innsbruck sowie in Inzell seine einzigen Rennen im Eisschnelllauf-Weltcup, wobei in Innsbruck der neunte Platz über 1500 m sein bestes Ergebnis war. Bei den Winter-Asienspielen 1990 in Sapporo belegte er den 14. Platz über 1000 m und jeweils den 13. Rang über 500 m sowie 1500 m. Letztmals international startete er bei der Winter-Universiade 1991 in Sapporo, wobei er den 20. Platz über 1000 m, den 17. Platz über 5000 m und den sechsten Platz über 1500 m errang.

## Erfolge

### Olympische Spiele
- 1984 Sarajevo: 23. Platz 5000 m, 29. Platz 10000 m, 31. Platz 1500 m, 35. Platz 1000 m
- 1988 Calgary: 17. Platz 1500 m, 35. Platz 5000 m

### Winter-Asienspiele
- 1986 Sapporo: 2. Platz 5000 m, 7. Platz 10000 m
- 1990 Sapporo: 13. Platz 500 m, 13. Platz 1500 m, 14. Platz 1000 m

### Persönliche Bestzeiten
| Disziplin | Zeit         | Datum            | Ort     |
| --------- | ------------ | ---------------- | ------- |
| 500 m     | 40,19 s      | 2. Dezember 1989 | Berlin  |
| 1000 m    | 1:18,80 min  | 1. Mai 1990      | Pujon   |
| 1500 m    | 1:55,55 min  | 13. Februar 1988 | Calgary |
| 3000 m    | 4:08,54 min  | 7. Februar 1988  | Calgary |
| 5000 m    | 7:10,13 min  | 13. Februar 1988 | Calgary |
| 10000 m   | 15:27,80 min | 17. Februar 1991 | Pujon   |